# Leucania infumata
Leucania infumata là một loài bướm đêm trong họ Noctuidae.